# 室生犀星文学賞
室生犀星文学賞（むろうさいせいぶんがくしょう）は、 日本の公募新人文学賞。

## 概要
室生犀星の没後50年を記念して、読売新聞北陸支社が2012年に創設した。読売新聞北陸支社が主催、学校法人金城学園が共催している。石川県、金沢市、テレビ金沢、中央公論新社、報知新聞社が後援している。未発表の短編小説を募集しており、テーマは問われない。枚数は400字詰め原稿用紙50枚以内と規定されている。受賞者には正賞として九谷焼の文鎮と、賞金50万円が贈られる。受賞作は、例年3月に読売新聞紙上で発表されている。表彰式は、室生犀星の命日である3月26日に金沢市千日町の雨宝院で行われている。2016年、第5回をもって終了した。
室生犀星の名を冠した賞には他に、室生犀星詩人賞がある。

## 受賞作一覧
| 回（年）        | 応募総数 | 受賞作         | 著者       |
| --------------- | -------- | -------------- | ---------- |
| 第1回（2012年） | 925編    | 「二日月」     | 南綾子     |
| 第2回（2013年） | 565編    | 「風が動く街」 | 緋野由意子 |
| 第3回（2014年） | 543編    | 「雪虫」       | 安藤憲一   |
| 第4回（2015年） | 752編    | 「父の勲章」   | おちつかな |
| 第5回（2016年） | 546編    | 「稲荷道」     | 山路時生   |

## 選考委員
- 第1回 - 第2回：辻井喬、加賀乙彦、室生洲々子
- 第3回：加賀乙彦、室生洲々子
- 第4回 - 現在：加賀乙彦、中沢けい